# Empyreuma heros
Empyreuma heros là một loài bướm đêm thuộc phân họ Arctiinae, họ Erebidae.